# جوئی مانتیا
جوئی مانتیا (انگلیسی: Joey Mantia؛ زادهٔ ۷ فوریهٔ ۱۹۸۶) اسکیت‌باز سرعت و این‌لاین آمریکایی، دارندهٔ مدال المپیک، ۲۸ قهرمانی جهان و رکورددار اسکیت جهان است. او همچنین دو مدال طلا در بازی‌های پان امریکن ۲۰۰۳ و یک مدال طلا در بازی‌های پان امریکن ۲۰۰۷ کسب کرده‌است. او سه دورهٔ متوالی در سال‌های ۲۰۰۵، ۲۰۰۶ و ۲۰۰۷ جایزهٔ بهترین اسکیت‌باز سال آمریکا و جایزهٔ ورزشکاری المر رینگایسن در سال ۲۰۰۷ را دریافت کرده‌است. او در اکتبر ۲۰۱۰، پس از کسب دو عنوان جهانی در مسابقات قهرمانی اسکیت این‌لاین در کلمبیا، در رقابت‌های ورزشکار ماه یوزاگ در رده دوم شرکت‌کنندگان مرد قرار گرفت.
تا ۷ ژانویهٔ ۲۰۱۰، مانتیا رکوردهای جهانی مسابقات جاده‌ای ۵۰۰ متر (۳۸٫۶ ثانیه)، ۱۰٬۰۰۰ متر (۱۳ دقیقه و ۴۶٫۸۰۱ ثانیه) و ۲۰٬۰۰۰ متر (۲۸ دقیقه و ۵۶٫۱۸۹ ثانیه)، و همچنین رکوردهای جهانی مسابقات داخل پیست ۳۰۰ متر (۲۴٫۲۵۰ ثانیه) و ۱۵٬۰۰۰ متر (۲۲ دقیقه و ۳۲٫۶۴۴ ثانیه) را در اختیار داشته‌است.

## اوایل زندگی
مانتیا اسکیت کردن را با اسکیت‌های رولر بلید آغاز کرد. از آنجا که در آن زمان معمولاً از والدین خود می‌خواست تا او را به پیست سالنی اسکیت محل زندگی خود ببرند، او خود را با عنوان «موش پیست» توصیف کرده‌است. او زمان زیادی را در جلسات عمومی اسکیت سپری کرد و با تماشای تمرین اسکیت این‌لاین در پیست، با اسکیت سرعت آشنا شد. مانتیا پس از تجربه کردن اسکیت سرعت این‌لاین، تصمیم گرفت زندگی خود را وقف «تبدیل شدن به بهترین اسکیت‌باز سرعت در جهان» کند.

## حرفه اسکیت سرعت
در سال ۲۰۱۰، مانتیا از اسکیت سرعت این‌لاین به اسکیت سرعت روی یخ روی آورد. او ابتدا به مرکز تمرین المپیک در کلرادو اسپرینگز، کلرادو، و سپس به سالت لیک سیتی، یوتا رفت و دو سال بعد به تمرینات تیم ملی راه یافت. او در مسابقات قهرمانی اسکیت سرعت ایالات متحده در سال ۲۰۱۱ در رشتهٔ ۲٬۰۰۰ متر به مقام چهارم، در رشتهٔ ۱٬۰۰۰ متر به مقام دهم، و در رشتهٔ ۱٬۵۰۰ متر به مقام هشتم دست یافت.
در اوایل سال ۲۰۱۳، مانتیا برای نخستین بار در پیست مسابقات جام جهانی حضور یافت. کمتر از یک سال بعد، او در جام جهانی برلین در دسامبر ۲۰۱۳ به موفقیت دست یافت و با شکست دادن هم تیمی خود شانی دیویس، دارندهٔ دو مدال نقرهٔ المپیک در رشتهٔ ۱٬۵۰۰ متر، و دنیس یوسکوف روس، مدافع عنوان قهرمانی جهان، در این رشته به جایگاه اول رسید و مدال طلا را کسب کرد.
مانتیا در بازی‌های المپیک زمستانی سوچی ۲۰۱۴ نمایندهٔ تیم ایالات متحده آمریکا و در این بازی‌ها در رشتهٔ ۱٬۰۰۰ متر در ردهٔ پانزدهم، در رشتهٔ ۱٬۵۰۰ متر در ردهٔ بیست و دوم و در رشتهٔ تعقیبی تیمی در ردهٔ هفتم قرار گرفت. در ژانویهٔ ۲۰۱۸، مانتیا با قهرمانی در مسابقات ۱٬۰۰۰ متر و ۱٬۵۰۰ متر به تیم ایالات متحده در بازی‌های المپیک ۲۰۱۸ راه یافت. او همچنین موفق شد به مسابقات رشتهٔ استارت دسته‌جمعی راه یابد.
در ۱۳ دسامبر ۲۰۲۱، مانتیا دومین قهرمانی متوالی خود در رشتهٔ ۱٬۵۰۰ متر در جام جهانی را در سالت لیک سیتی به دست آورد.
مدال برنز در رشتهٔ تعقیبی تیمی به‌همراه تیم ایالات متحده در بازی‌های المپیک زمستانی ۲۰۲۲ پکن، نخستین مدال او در بازی‌های المپیک بود.

### رکوردهای شخصی
| رکوردهای شخصی    |          |                |                                      |         |
| اسکیت سرعت مردان |          |                |                                      |         |
| رویداد           | نتیجه    | تاریخ          | مکان                                 | توضیحات |
| ۵۰۰ متر          | ۳۵٫۰۶    | ۲۸ دسامبر ۲۰۱۳ | پیست بیضی المپیک یوتا، سالت لیک سیتی |         |
| ۱٬۰۰۰ متر        | ۱:۰۷٫۳۴  | ۹ مارس ۲۰۱۹    | پیست بیضی المپیک یوتا، سالت لیک سیتی |         |
| ۱٬۵۰۰ متر        | ۱:۴۱٫۱۵  | ۴ دسامبر ۲۰۲۱  | پیست بیضی المپیک یوتا، سالت لیک سیتی |         |
| ۳٬۰۰۰ متر        | ۳:۴۰٫۷۶  | ۳۰ دسامبر ۲۰۱۶ | پیست بیضی المپیک یوتا، سالت لیک سیتی |         |
| ۵٬۰۰۰ متر        | ۶:۲۸٫۵۰  | ۱۴ مارس ۲۰۱۲   | پیست بیضی المپیک، کلگری              |         |
| ۱۰٬۰۰۰ متر       | ۱۳:۵۴٫۱۳ | ۱۳ ژانویهٔ ۲۰۱۳ | پیست بیضی المپیک یوتا، سالت لیک سیتی |         |

تا ۱۷ ژانویهٔ ۲۰۱۸، مانتیا در ادلسکلندر کلی در ردهٔ ۶۵ قرار داشته‌است.

## زندگی شخصی
مانتیا سرمایه‌گذار و مالک کافی لَب، کافی شاپی واقع در پردیس دانشگاه یوتا است. مانتیا در اوقات فراغت خود به فرا گرفتن نواختن پیانو می‌پردازد.

## حمایت‌های مالی
مانتیا در تبلیغات تلویزیونی اکس‌فینیتی، و یک فیلم کوتاه از جورجیو آرمانی با عنوان عطر زندگی اثر آکوآ دی جیو – جوئی مانتیا – قسمت ۲ حضور داشته‌است.